# Julius Maus
Friedrich Julius Maus (10 de dezembro de 1906 — 8 de setembro de 1934) foi um ciclista alemão, que competiu nas provas de estrada individual e por equipes nos Jogos Olímpicos de Los Angeles 1932. Maus morreu em um incêndio a bordo do SS Morro Castle (en).